# Ploceus benghalensis
Ploceus benghalensis е вид птица от семейство Ploceidae.

## Разпространение
Видът е разпространен в Бангладеш, Бутан, Индия, Китай, Непал и Пакистан.